# Pales tecta
Pales tecta là một loài ruồi trong họ Tachinidae.